# 遠藤環
遠藤 環（えんどう たまき、1975年 - ）は、日本の経済学者。早稲田大学大学院アジア太平洋研究科教授。専門分野は東南アジア地域研究、地域経済学、開発経済学。

## 略歴
- 1975年 - 大阪府で生まれる
- 1999年 - 京都大学法学部卒業
- 2001年 - 京都大学大学院経済学研究科博士前期課程修了
- 2004年
  - 京都大学大学院経済学研究科博士後期課程単位取得満期退学
  - 日本学術振興会特別研究員
- 2007年
  - 京都大学より博士（経済学）[1]
  - 京都大学東南アジア研究所研究員
- 2008年 - 埼玉大学経済学部専任講師
- 2011年 - 埼玉大学経済学部准教授
- 2021年 - 埼玉大学経済学部教授
- 2024年 - 早稲田大学大学院アジア太平洋研究科教授

## 受賞
- 2007年 - アジア太平洋研究賞（佳作）[2]
- 2012年 - 第28回大平正芳記念賞受賞[3][4]
- 2019年 - 大同生命地域研究奨励賞受賞
- 2024年 - 中曽根康弘賞奨励賞[5]

## 著作

### 著書
- 『都市を生きる人々―バンコク都市下層民のリスク対応』京都大学学術出版会 2011 (ISBN 978-4876989867)
- 『現代アジア経済論』伊藤亜聖・大泉啓一郎・後藤健太（共編）、有斐閣ブックス 2018

### 翻訳
- 『選択する力 －バングラデシュ人女性によるロンドンとダッカの労働市場における意思決定』ナイラ・カビール（著）、青山和佳・韓載香（共訳）、ハーベスト社 2016

### 論文
- 「タイにおける都市貧困政策とインフォーマルセクター論」『アジア研究』49(2)号、pp.64-85 2003
- Occupational Change and Upward Mobility of Low-Income Residents in Bangkok, 東南アジア研究, 48(2), 131-154, 2010
- 「タイにおけるミャンマー人移民労働者の実態と問題の構図」『東南アジア研究』50(2)号、pp.157-210 2013